# 아즈리엘리 센터
아즈리엘리 센터(히브리어: מֶרְכָּז עַזְרִיאֵלִי; Merkaz Azrieli)는 이스라엘 텔아비브에 위치한 마천루이다.

## 같이 보기
- 이스라엘의 마천루 목록